# Đặng Thị Vân
Đặng Thị Vân – wietnamska zapaśniczka walcząca w stylu wolnym.
Złota medalistka igrzysk Azji Południowo-Wschodniej w 2007. Piąta na mistrzostwach Azji w 2006. Wicemistrzyni Azji juniorów w 2007 roku.